# Rio Bahlui
O Rio Bahlui é um rio da Romênia afluente do rio Jijia, localizado nos distritos de Botoşani e Iaşi.